# Barbadische Badmintonmeisterschaft 2024
Die Barbadische Badmintonmeisterschaft 2024 fand vom 8. bis zum 11. Dezember 2024 in St. Michael statt.

## Medaillengewinner
| Disziplin    | Gold                                    | Silber                                     | Bronze                                   |
| ------------ | --------------------------------------- | ------------------------------------------ | ---------------------------------------- |
| Herreneinzel | Kennie Maarten King                     | Dave Forde                                 | Andre Padmore                            |
| Herreneinzel | Kennie Maarten King                     | Dave Forde                                 | Xavi Haynes                              |
| Dameneinzel  | Monyata Amanda Riviera                  | Shania Karrie Forde                        | Mackenzie Christina Howard               |
| Dameneinzel  | Monyata Amanda Riviera                  | Shania Karrie Forde                        | Xian Trotman                             |
| Herrendoppel | Kennie Maarten King Shae Michael Martin | Cory Fanus Dakeil Thorpe                   | Curwin Cherubin Paul Simon Sinckler      |
| Herrendoppel | Kennie Maarten King Shae Michael Martin | Cory Fanus Dakeil Thorpe                   | Xavi Haynes Isaiah Hinds                 |
| Damendoppel  | Shari Watson Sabrina Scott              | Shania Karrie Forde Monyata Amanda Riviera | Zaryah Areil Cherubin Giana Collymore    |
| Damendoppel  | Shari Watson Sabrina Scott              | Shania Karrie Forde Monyata Amanda Riviera | Sahara Brathwaite Kimmara Shaquanna Tull |
| Mixed        | Kennie Maarten King Shari Watson        | Dave Forde Monyata Amanda Riviera          | Dakeil Thorpe Lisa Melanie King          |
| Mixed        | Kennie Maarten King Shari Watson        | Dave Forde Monyata Amanda Riviera          | Andre Padmore Sabrina Scott              |